# Rio Kentucky
O rio Kentucky é um afluente do rio Ohio e fica localizado no estado de Kentucky, nos Estados Unidos da América. É formado pela junção dos rios North Fork e South Fork, que ocorre 204 metros acima do nível do mar, perto da cidade de Beattyville, no condado de Lee. Daí, flui normalmente na direcção Noroeste através de um percurso montanhoso que atravessa a floresta Daniel Boone. Desagua no rio Ohio em Carrollton, após um percurso de 417 km.
Passa por Irvine, Boonesborough, Lexington e Frankfort.
Para além dos North Fork e South Fork que o formam, o Kentucky recebe ainda caudal dos afluentes:
- Red River (Rio Vermelho)
- Silver Creek
- Dix River
- Benson Creek
- Elkhorn Creek

## Imagens

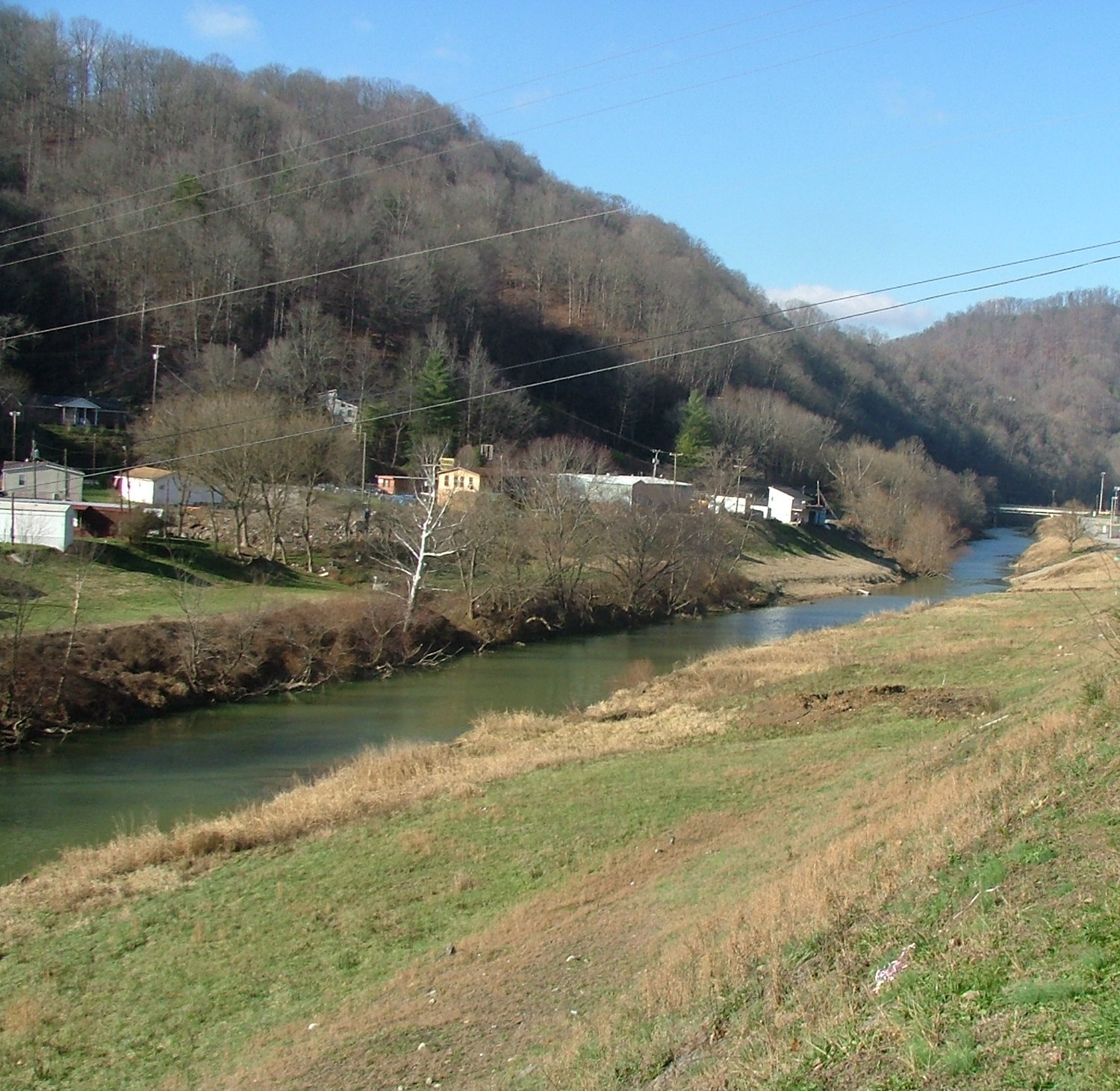
O North Fork perto de Combs (Kentucky)
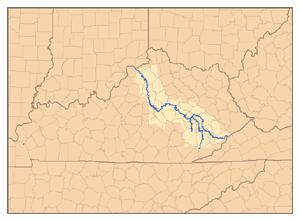
Mapa da bacia hidrográfica do rio Kentucky